# 迪尔克·施赖尔
迪尔克·施赖尔（德語：Dirk Schreyer，1944年7月28日—），德国男子赛艇运动员。他曾代表西德参加1968年夏季奥林匹克运动会赛艇比赛，获得男子八人单桨有舵手金牌。